# Винко Параџик
Винко Параџик (швед. Vinko Paradzik; Нови Сад, 9. октобар 1992) елитни је шведски скакач у воду. Његова специјалност су појединачни и синхронизовани скокови са даске и са торња.

## Каријера
Параџик је почео да тренира скокове у воду у скакачком клубу из града Јенчепинга где се као дечак преселио из родног Новог Сада. На међународној сцени дебитовао је 2010, на европском  првенству за јуниоре где је заузео десето место у синхронизованим скоковима са даске. Три године касније учестовао је и на светском првенству за сениоре у Барселони, али није успео да прође квалификације у појединачним скоковима са даске са једног и три метра висине. 
Учестовао је и на СП 2019. у корејском Квангџуу где се такмичио у четири дисциплине, а најбољи резултат остварио је у екипној конкуренцији где је у пару са Елен Ек заузео 11. место. У појединачним скоковима био је 20. у дисциплини даска 1 метар и 22. у дисциплини торањ 10 метара. 